# Pałac w Leszczynach
Pałac w Leszczynach – zabytkowy pałac wybudowany w XIX w., w miejscowości Czerwionka-Leszczyny, w dzielnicy Leszczyny.

## Położenie
Obiekt w województwie śląskim, w powiecie rybnickim, w gminie Czerwionka-Leszczyny.

## Opis
Piętrowy pałac wybudowany na planie prostokąta w stylu neorenesansowej willi włoskiej w latach 1882–1883 na polecenie Konrada von Bartelta; kryty płaskim dachem. Po lewej stronie od głównego wejścia dwupiętrowa wieża postawiona na planie kwadratu. Portal składa się z dwóch pilasterów zwieńczonych  głowicami w porządku jońskim podtrzymujących gzyms naddrzwiowy, na którym znajduje się kartusz z inicjałami. Obiekt jest częścią zespołu pałacowego, w skład którego wchodzi jeszcze park.
W latach 2019–2020 przeprowadzono remont obiektu i uporządkowano teren wokół.

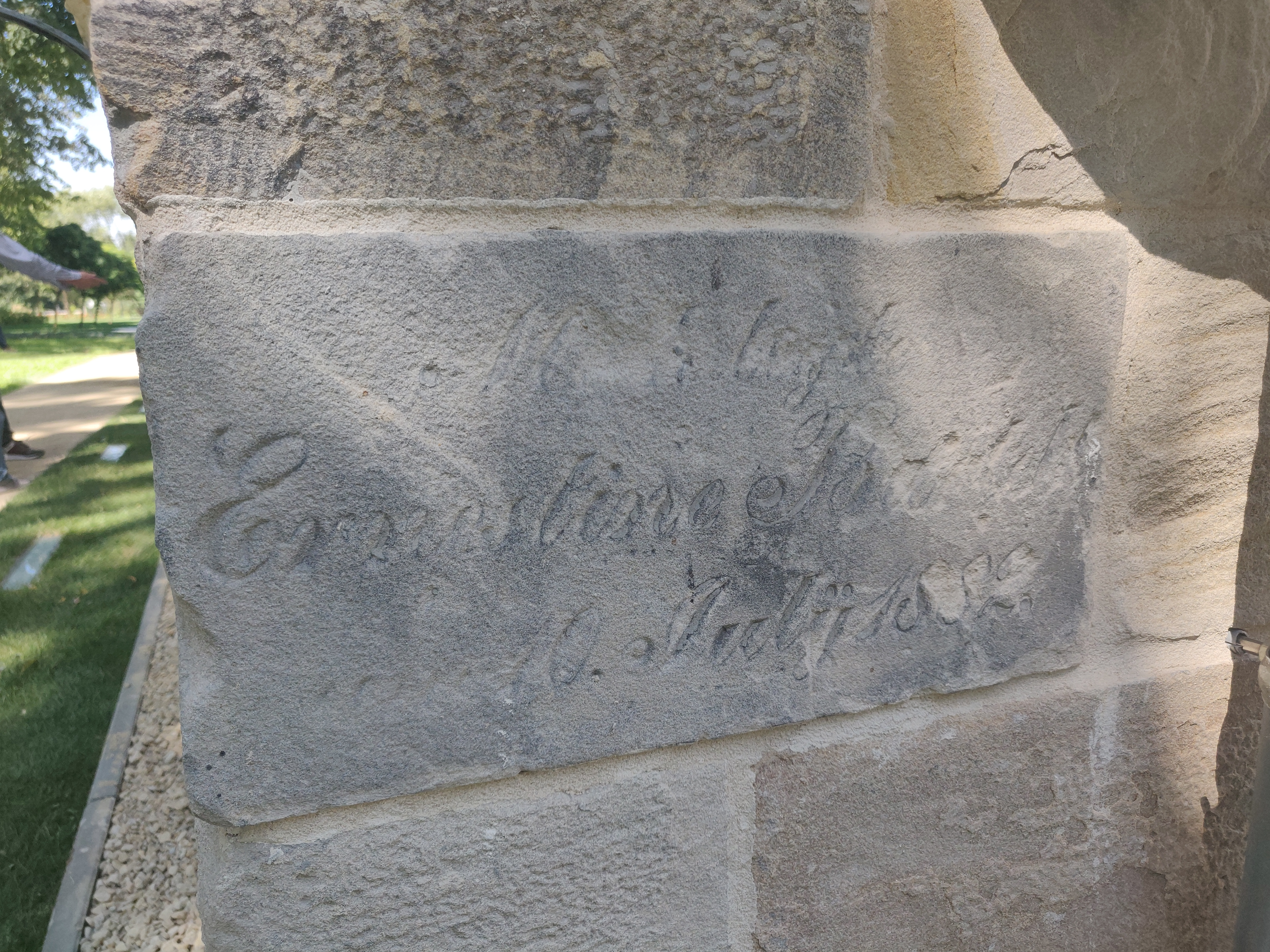
Inskrypcja na elewacji
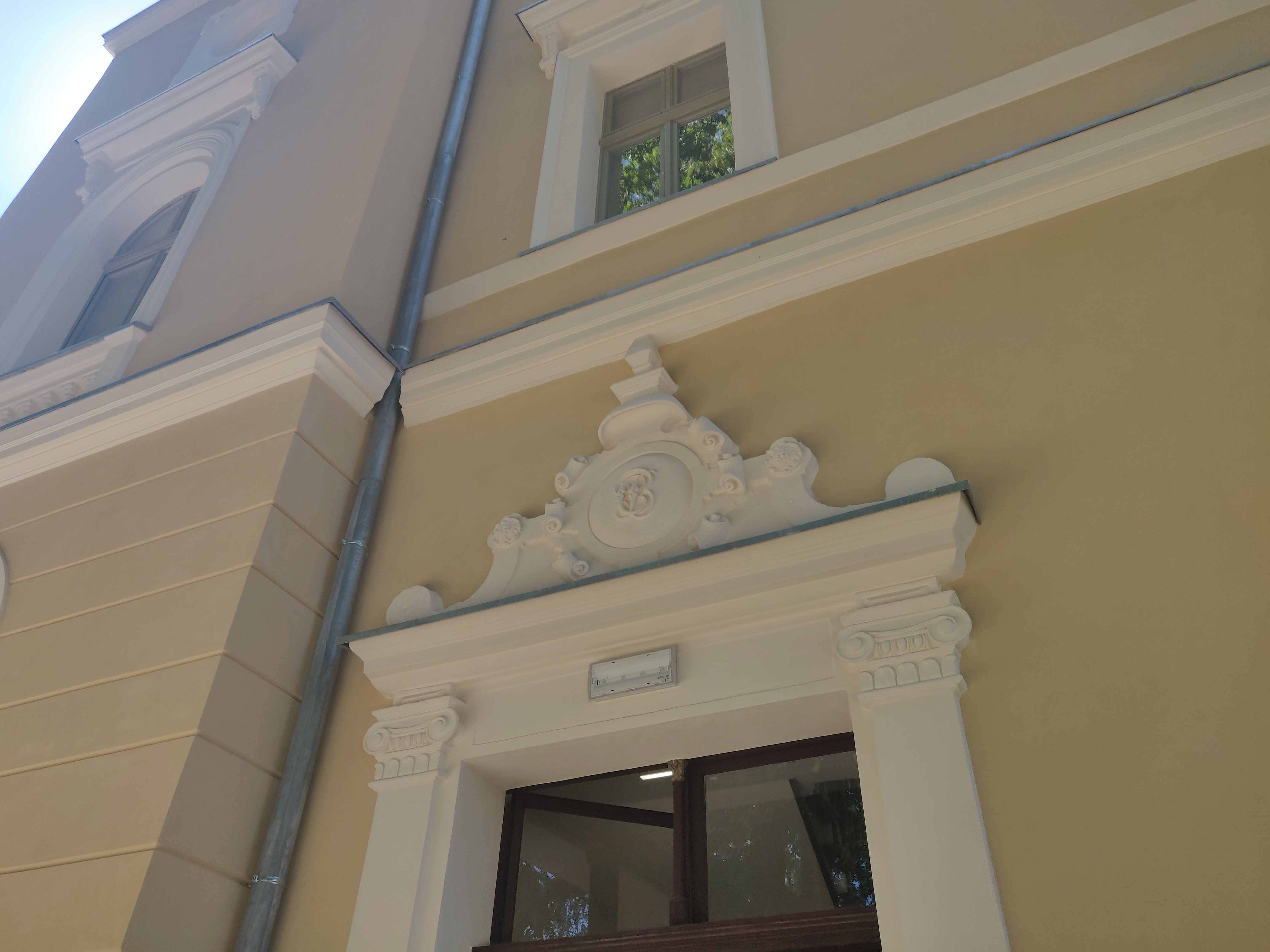
Kartusz z inicjałami
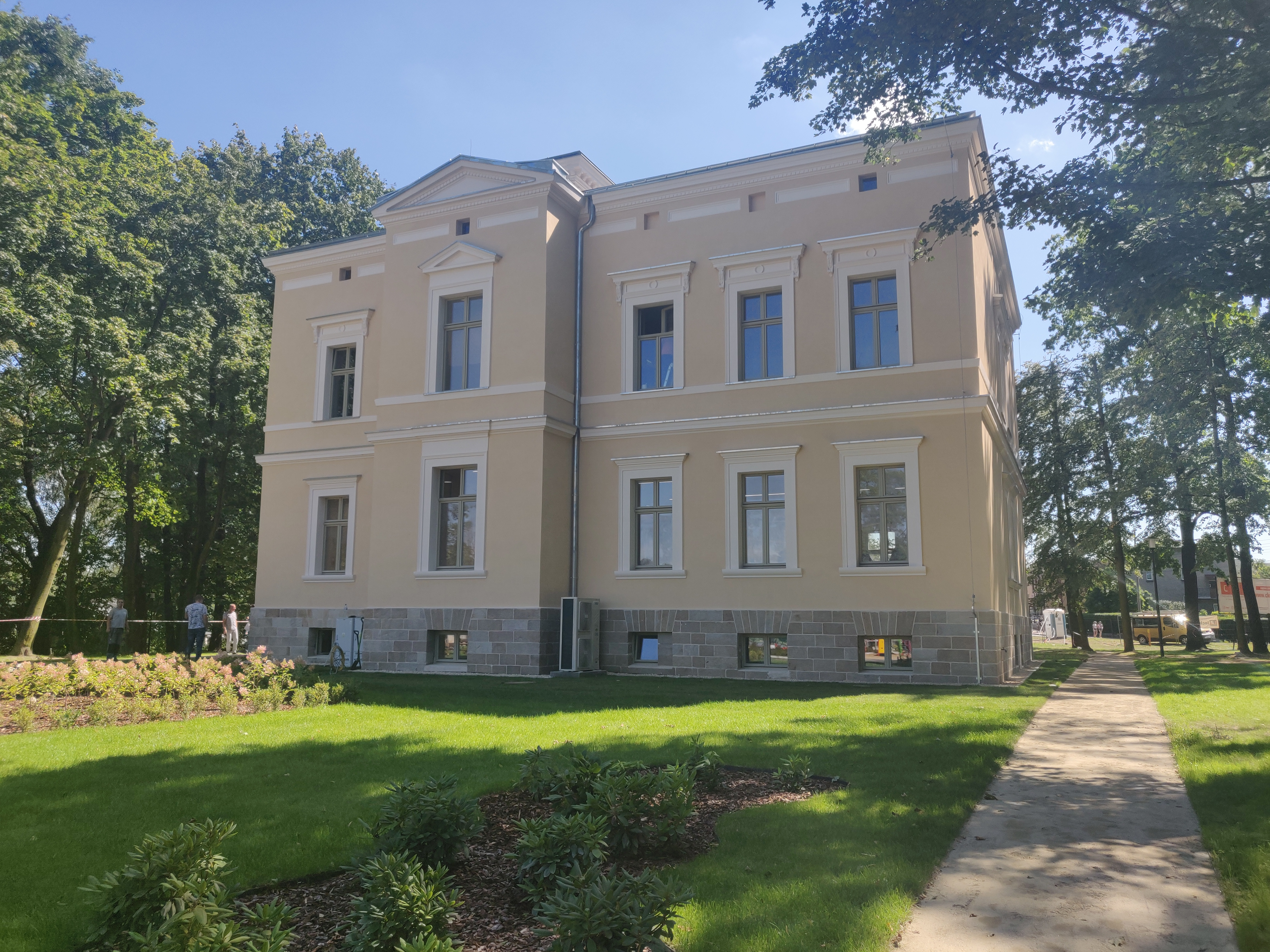
Elewacja północna